# Hoklo

Aree di lingua min nan nella Cina meridionale e a Taiwan. Solo i parlanti del quanzhou zhangzhou (noto anche come hokkien) sono considerati Hoklo.

Gli Hoklo (endonimo Hok-ló, Hō-ló o Ho̍h-ló) sono un popolo cinese han le cui origini si trovano nella provincia cinese del Fujian meridionale. Sono noti anche mediante vari endonimi come Hok-ló, Hō-ló o Ho̍h-ló, o altri termini correlati come popolo min nan (閩南人) o Hokkien (福建人).
In senso più stretto, il termine Hoklo si riferisce principalmente a persone che parlano e usano il dialetto hokkien del cinese min nan parlato nel Fujian meridionale, a Taiwan, e a molti Cinesi d'oltremare in tutto il Sud-est asiatico.
In senso più ampio, gli Hoklo possono comprendere coloro che utilizzano altri dialetti del cinese min nan, come lo zhongshan min, lo zhenan Min, il dialetto teochew, l'hainanese ecc.

## Definizione
In generale, il popolo hoklo può riferirsi ad uno dei seguenti:

### Hoklo taiwanesi

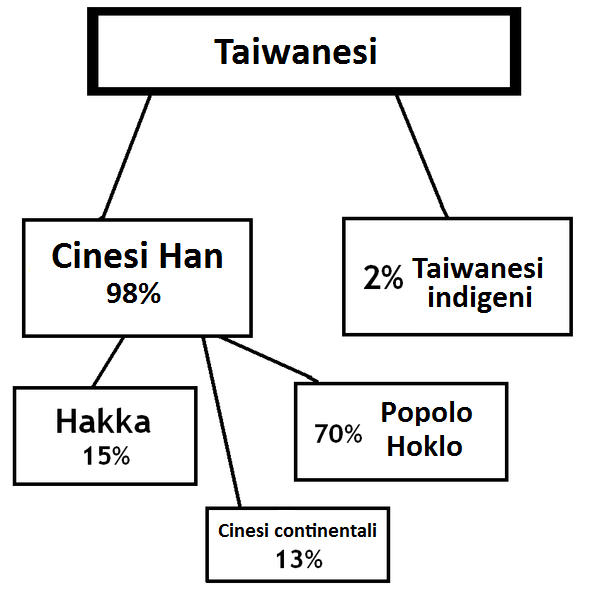
Il popolo hoklo è il principale gruppo etnico di Taiwan.

A Taiwan, gli Hoklo sono il più grande gruppo linguistico e sottoculturale (vedi Demografia di Taiwan). La maggior parte degli Hoklo fanno risalire la loro ascendenza paterna ai coloni maschi che migrarono a Taiwan dal Fujian nel XVII e XVIII secolo.
Poiché circa il 70% della popolazione a Taiwan sono hoklo, taiwanese si usa spesso in modo intercambiabile con hoklo. Coloro che sono consapevoli della natura multietnica di Taiwan riconoscono che i due termini non sono identici, anche se la maggior parte della gente riconoscerà dal contesto quando questa parola si riferisce genericamente a persone di Taiwan e quando invece specificamente agli Hoklo.

## Caratteri cinesi per Hoklo
A Taiwan, ci sono tre modi comuni di scrivere Hoklo in caratteri cinesi (le pronunce min nan sono date in POJ):
- 福佬 (Hok-ló; lett. "persona del Fujian") – enfatizza la loro connessione con la provincia del Fujian.
- 河洛 (Hô-lo̍k; lett. "Fiume Giallo e Fiume Luo") – enfatizza la loro pretesa lunga storia che ha origine nell'area a sud del Fiume Giallo. Questa lettura del carattere han non riflette l'effettiva pronuncia nelle lingue cinesi meridionali ma solo in cinese. È probabilmente un risultato di paretimologia.
- 鶴佬 (Ho̍h-ló; lett. "persona gru") – enfatizza la pronuncia moderna dei caratteri (senza riguardo al significato dei caratteri cinesi). Questa variante è usata dalla versione di questo articolo nella Wikipedia cinese.

In hakka, Hoklo può essere scritto come 學老 (lett. "anziano dotato di conoscenza") e 學佬 (lett. "persona dotata di conoscenza").
Malgrado vari modi di scrivere Hoklo in cinese, molti Taiwanesi useranno il termine Hō-ló per riferirsi alla lingua e alla cultura hoklo.